# Ủy ban Tài chính Thượng viện Hoa Kỳ
Ủy ban Tài chính Thượng viện Hoa Kỳ (tiếng Anh: United States Senate Committee on Finance) là một ủy ban thường trực của Thượng viện Hoa Kỳ. Ủy ban giám sát các vấn đề liên quan đến thuế và các biện pháp thu nhập khác nói chung, và những vấn đề liên quan đến tài sản riêng; nợ ngoại quan của Hoa Kỳ; hải quan, khu vực thu gom, cảng nhập và giao hàng; tiền gửi công; chia sẻ doanh thu chung; các chương trình sức khỏe theo Đạo luật An sinh Xã hội (đặc biệt là Y tế và Thuốc thang) và các chương trình sức khỏe được tài trợ bởi một khoản thuế hoặc quỹ ủy thác cụ thể; an sinh xã hội quốc gia; các hiệp định thương mại đối ứng; thuế quan và hạn ngạch nhập khẩu, cùng các vấn đề liên quan theo đó; và việc vận chuyển hàng hóa chịu thuế. Nó được coi là một trong những ủy ban quyền lực nhất trong Quốc hội.

## Thành viên của ủy ban trongQuốc hội khóa 117
| Đa số | Thiểu số |
| --- | --- |
| - Ron Wyden, Oregon, Chủ tịch - Debbie Stabenow, Michigan - Maria Cantwell, Washington - Bob Menendez, New Jersey - Tom Carper, Delaware - Ben Cardin, Maryland - Sherrod Brown, Ohio - Michael Bennet, Colorado - Bob Casey, Pennsylvania - Mark Warner, Virginia - Sheldon Whitehouse, Đảo Rhode - Maggie Hassan, New Hampshire - Catherine Cortez Masto, Nevada - Elizabeth Warren, Massachusetts | - Mike Crapo, Idaho, Thành viên Xếp hạng - Chuck Grassley, Iowa - John Cornyn, Texas - John Thune, Nam Dakota - Richard Burr, Bắc Carolina - Pat Toomey, Pennsylvania - Tim Scott, Nam Carolina - Bill Cassidy, Louisiana - James Lankford, Oklahoma - Steve Daines, Montana - Rob Portman, Ohio - Todd Young, Indiana - Ben Sasse, Nebraska - John Barrasso, Wyoming |

## Chủ tịch Ủy ban
| Chủ tịch                | Đảng                      | Tiểu bang      | Nhiệm kỳ      |
| ----------------------- | ------------------------- | -------------- | ------------- |
| George W. Campbell      | Dân chủ Cộng hòa          | Tennessee      | 1815–1818     |
| John Wayles Eppes       | Dân chủ Cộng hòa          | Virginia       | 1818–1819     |
| Nathan Sanford          | Dân chủ Cộng hòa          | New York       | 1819–1821     |
| John Holmes             | Dân chủ Cộng hòa          | Maine          | 1821–1822     |
| Walter Lowrie           | Dân chủ Cộng hòa          | Pennsylvania   | 1822–1823     |
| Samuel Smith            | Dân chủ Cộng hòa          | Maryland       | 1823–1832     |
| Samuel Smith            | Dân chủ Cộng hòa Crawford | Maryland       | 1823–1832     |
| Samuel Smith            | Jacksonian                | Maryland       | 1823–1832     |
| John Forsyth            | Jacksonian                | Georgia        | 1832–1833     |
| Daniel Webster          | Chống Jacksonian          | Massachusetts  | 1833–1836     |
| Silas Wright            | Jacksonian                | New York       | 1836–1841     |
| Silas Wright            | Dân chủ                   | New York       | 1836–1841     |
| Henry Clay              | Whig                      | Kentucky       | 1841          |
| George Evans            | Whig                      | Maine          | 1841–1845     |
| Levi Woodbury           | Dân chủ                   | New Hampshire  | 1845          |
| John C. Calhoun         | Dân chủ                   | South Carolina | 1845–1846     |
| Dixon H. Lewis          | Dân chủ                   | Alabama        | 1846–1847     |
| Charles G. Atherton     | Dân chủ                   | New Hampshire  | 1847–1849     |
| Daniel S. Dickinson     | Dân chủ                   | New York       | 1849–1850     |
| Robert M. T. Hunter     | Dân chủ                   | Virginia       | 1850–1861     |
| James A. Pearce         | Dân chủ                   | Maryland       | 1861          |
| William P. Fessenden    | Cộng hòa                  | Maine          | 1861–1864     |
| John Sherman            | Cộng hòa                  | Ohio           | 1864–1865     |
| William P. Fessenden    | Cộng hòa                  | Maine          | 1865–1867     |
| John Sherman            | Cộng hòa                  | Ohio           | 1867–1877     |
| Justin Smith Morrill    | Cộng hòa                  | Vermont        | 1877–1879     |
| Thomas F. Bayard, Sr.   | Dân chủ                   | Delaware       | 1879–1881     |
| Justin Smith Morrill    | Cộng hòa                  | Vermont        | 1881–1893     |
| Daniel W. Voorhees      | Dân chủ                   | Indiana        | 1893–1895     |
| Justin Smith Morrill    | Cộng hòa                  | Vermont        | 1895–1898     |
| Nelson W. Aldrich       | Cộng hòa                  | Rhode Island   | 1898–1911     |
| Boies Penrose           | Cộng hòa                  | Pennsylvania   | 1911–1913     |
| Furnifold M. Simmons    | Dân chủ                   | North Carolina | 1913–1919     |
| Boies Penrose           | Cộng hòa                  | Pennsylvania   | 1919–1921     |
| Porter J. McCumber      | Cộng hòa                  | North Dakota   | 1921–1923     |
| Reed Smoot              | Cộng hòa                  | Utah           | 1923–1933     |
| Pat Harrison            | Dân chủ                   | Mississippi    | 1933–1941     |
| Walter F. George        | Dân chủ                   | Georgia        | 1941–1947     |
| Eugene D. Millikin      | Cộng hòa                  | Colorado       | 1947–1949     |
| Walter F. George        | Dân chủ                   | Georgia        | 1949–1953     |
| Eugene D. Millikin      | Cộng hòa                  | Colorado       | 1953–1955     |
| Harry F. Byrd           | Dân chủ                   | Virginia       | 1955–1965     |
| Russell B. Long         | Dân chủ                   | Louisiana      | 1965–1981     |
| Bob Dole                | Cộng hòa                  | Kansas         | 1981–1985     |
| Bob Packwood            | Cộng hòa                  | Oregon         | 1985–1987     |
| Lloyd Bentsen           | Dân chủ                   | Texas          | 1987–1993     |
| Daniel Patrick Moynihan | Dân chủ                   | New York       | 1993–1995     |
| Bob Packwood            | Cộng hòa                  | Oregon         | 1995          |
| William V. Roth, Jr.    | Cộng hòa                  | Delaware       | 1995–2001     |
| Max Baucus              | Dân chủ                   | Montana        | 2001          |
| Chuck Grassley          | Cộng hòa                  | Iowa           | 2001          |
| Max Baucus              | Dân chủ                   | Montana        | 2001–2003     |
| Chuck Grassley          | Cộng hòa                  | Iowa           | 2003–2007     |
| Max Baucus              | Dân chủ                   | Montana        | 2007–2014     |
| Ron Wyden               | Dân chủ                   | Oregon         | 2014–2015     |
| Orrin Hatch             | Cộng hòa                  | Utah           | 2015–2019     |
| Chuck Grassley          | Cộng hòa                  | Iowa           | 2019–2021     |
| Ron Wyden               | Dân chủ                   | Oregon         | 2021–hiện tại |

Ghi chú
1. ↑  Chủ tịch trong phiên họp đặc biệt của Quốc hôi khóa 29. Nhiệm kỳ 10 ngày với tư cách là Chủ tịch Ủy ban này là nhiệm kỳ ngắn nhất từng được ghi nhận
2. ↑  Morrill nắm giữ nhiệm kỳ không liên tục dài nhất với tư cách Chủ tịch Ủy ban, tổng cộng 8 năm. Russell Long nắm giữ nhiệm kỳ liên tục dài nhất với tư cách Chủ tịch trong 6 năm.

## Thao khảo
1. ↑  "Jurisdiction" (bằng tiếng Anh). The United States Senate Committee on Finance. 1887. Truy cập ngày 31 tháng 5 năm 2019.  Bài viết này tích hợp văn bản từ nguồn này, vốn thuộc phạm vi công cộng.
2. 1 2  "Membership | About | The United States Senate Committee on Finance".